# Sisicottus quoylei
Sisicottus quoylei är en spindelart som beskrevs av Miller 1999. Sisicottus quoylei ingår i släktet Sisicottus och familjen täckvävarspindlar. Inga underarter finns listade i Catalogue of Life.